# Haustorius algeriensis
Haustorius algeriensis is een vlokreeftensoort uit de familie van de Haustoriidae. De wetenschappelijke naam van de soort is voor het eerst geldig gepubliceerd in 1968 door Mulot.